# Voice of Biafra International
Pour les articles homonymes, voir Biafra (homonymie).
Voice of Biafra International est une station de radio à diffusion internationale située à Washington. Elle diffuse pour la première fois le 1er septembre 2001. Elle émet en ondes courtes (7830 kHz) chaque samedi durant une heure de 21 à 22h (UTC). Elle fonctionne grâce à la Biafra Foundation, une organisation basée à Washington (États-Unis), et au Biafra Actualization Forum. Ces deux associations souhaitent que le Biafra, partie sud-est du Nigeria, la plus riche en réserves de pétrole. soit indépendant. L'objectif de la station est de fournir des informations sur le Biafra aux biafrais et au reste du monde.